# Rio Negro (Uruguai)
O rio Negro é um curso de água que atravessa dois países:
- Brasil, no estado do Rio Grande do Sul, onde nasce, no município de Bagé
- Uruguai, onde tem sua maior importância econômica, desaguando no rio Uruguai, pouco antes deste formar o rio da Prata.

O rio Negro é o maior afluente do rio Uruguai, correndo de nordeste para o sudoeste banhando Rio Grande do Sul e dividindo a República Oriental do Uruguai em duas partes aproximadamente iguais: a parte norte e a parte sul.
É o principal curso d'água do interior do Uruguai. Nasce no Brasil, próximo à cidade de Bagé e tem breve curso no estado do Rio Grande do Sul. Foi nas proximidades desta cidade, hoje em território do município de Hulha Negra, no lugar que ficou conhecido como Potreiro das Almas, que ocorreu o  em 28 de novembro de 1893 a degola de trezentos homens durante a Revolução Federalista. No Brasil recebe pelo menos três de seus maiores afluentes: o do Bocarra, o arroio Piraí e arroio São Luís, que faz parte da divisa do Brasil com o Uruguai.No Uruguai os maiores afluentes sao os rio Yí y rio Tacuarembó, também desaguam os arroios Fraile Muerto, Cordobes y Grande.
Percorre cerca de 750 km ao longo dos quais forma dois lagos, um deles, o maior, chamado de Lago Rincón del Bonete (na localidade de mesmo nome, no município de Paso de los Toros), formado pela barragem da Represa Hidrelétrica Gabriel Terra, com uma cota de cerca de 81 m e uma produção normal de 150MW. Abaixo desta encontra-se a usina hidrelétrica de Baigorria e ainda mais abaixo a de Palmar. Essas três usinas geram a maior parte da energia elétrica do Uruguai. O rio Negro desagua no rio Uruguai e em sua foz há um grupo de ilhas chamadas do Vizcaino.
A bacia hidrográfica do rio Negro abrange 70.714 km², dos quais 2.500 no Brasil.
Na altura da usina hidrelétrica de Palmar o caudal do rio é de cerca de 650 m³/s.
No passado este rio era chamado de "Hum" pelos habitantes da região (Charruas) 

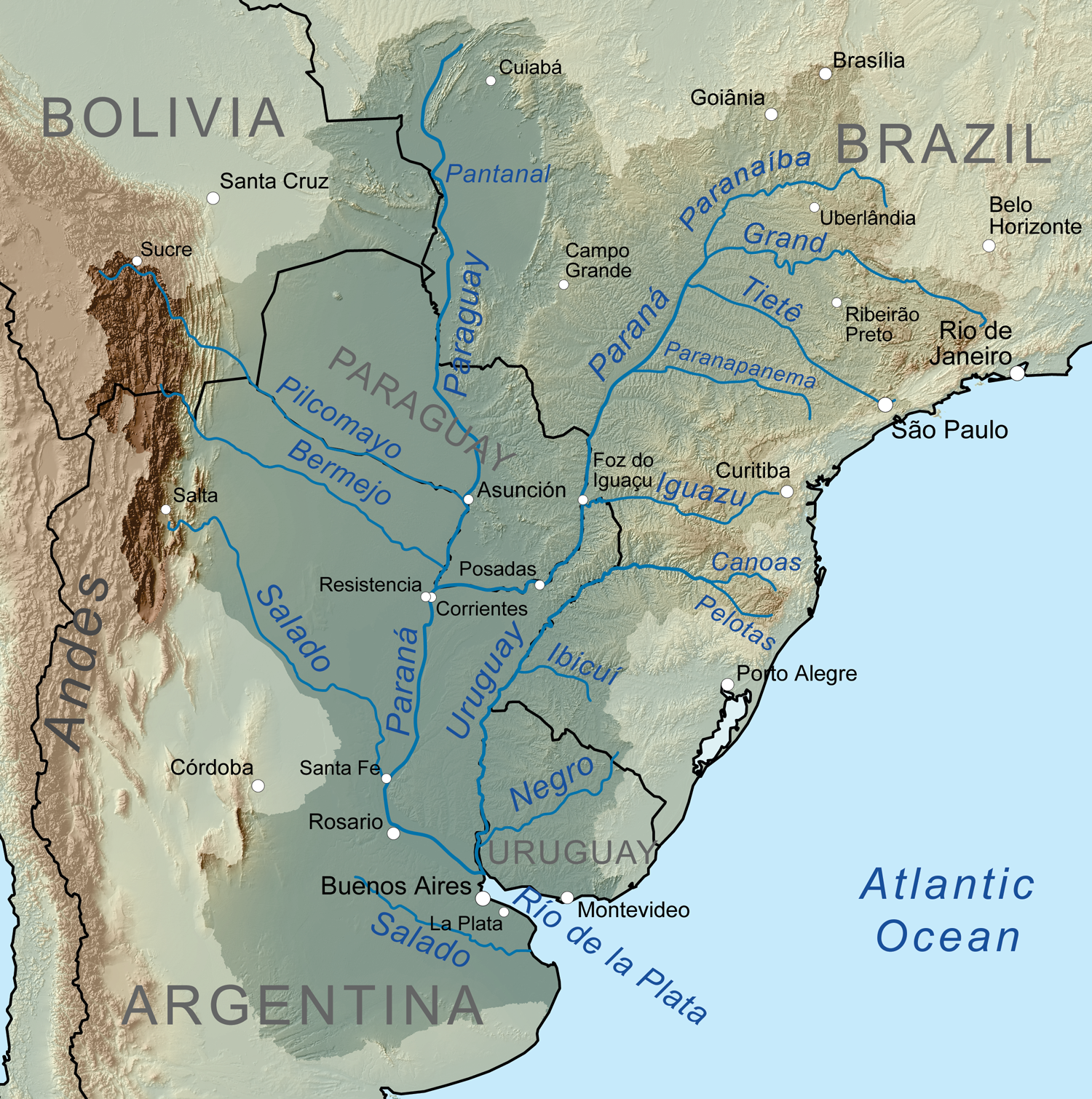
Bacia do Plata; o rio Negro está a sudeste